# Halina Koczyk
Halina Koczyk (ur. 1948) – polska inżynier, dr hab. nauk technicznych, profesor zwyczajny, wicedyrektor Instytutu Inżynierii Środowiska i dziekan Wydziału Budownictwa i Inżynierii Środowiska Politechniki Poznańskiej.

## Życiorys
Obroniła pracę doktorską, w 1990 habilitowała się na podstawie pracy zatytułowanej Analiza stanów termicznych budynków na potrzeby ogrzewań energooszczędnych. 9 maja 2001 nadano je tytuł profesora w zakresie nauk technicznych. Objęła funkcję profesora zwyczajnego oraz wicedyrektora w Instytucie Inżynierii Środowiska, a także dziekana na Wydziale Budownictwa i Inżynierii Środowiska Politechniki Poznańskiej.
Piastuje stanowisko członka Sekcji Ogrzewnictwa i Wentylacji Komitetu Inżynierii Lądowej i Wodnej Polskiej Akademii Nauk, BUDMA - MTP Poznań, Sekcji Termodynamiki Komitetu Termodynamiki i Spalania, a także eksperta i członka Europäische Union der Ingenieure und Architekten, Internationale Kooperation EUROPLAN ENGINEERING – Monachium, Rosenheim oraz członka Komisji Wojewódzkiej Urbanistycznej i Architektonicznej – organu doradczego w Zarządzie Województwa Wielkopolskiego.